# Thomas Ziegler (Radsportler)

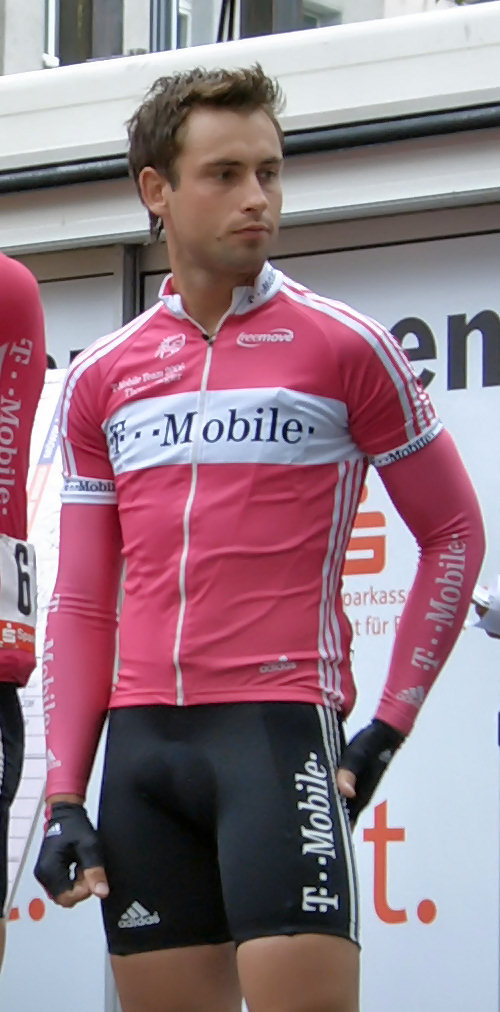
Thomas Ziegler

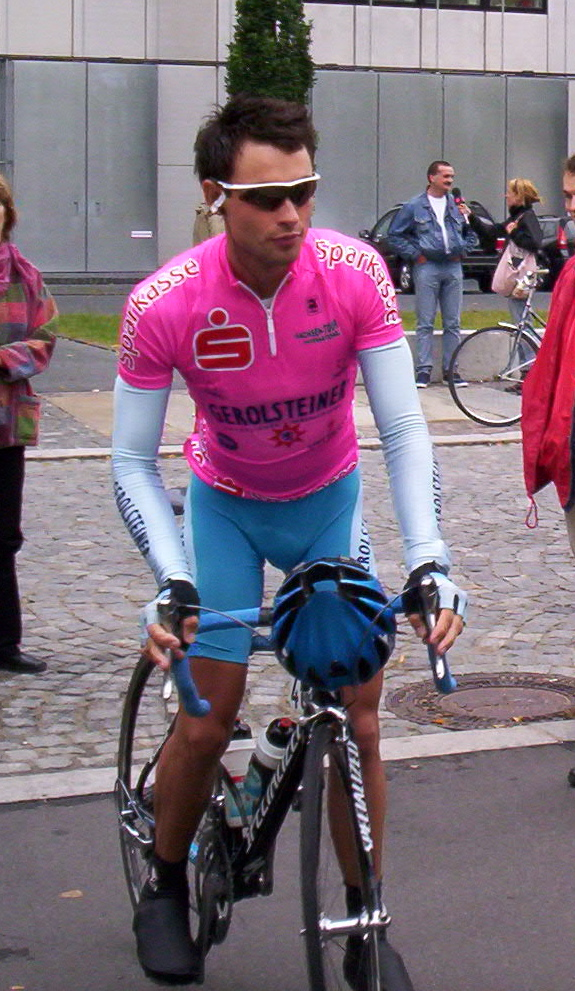
Thomas Ziegler während der Sachsentour 2005

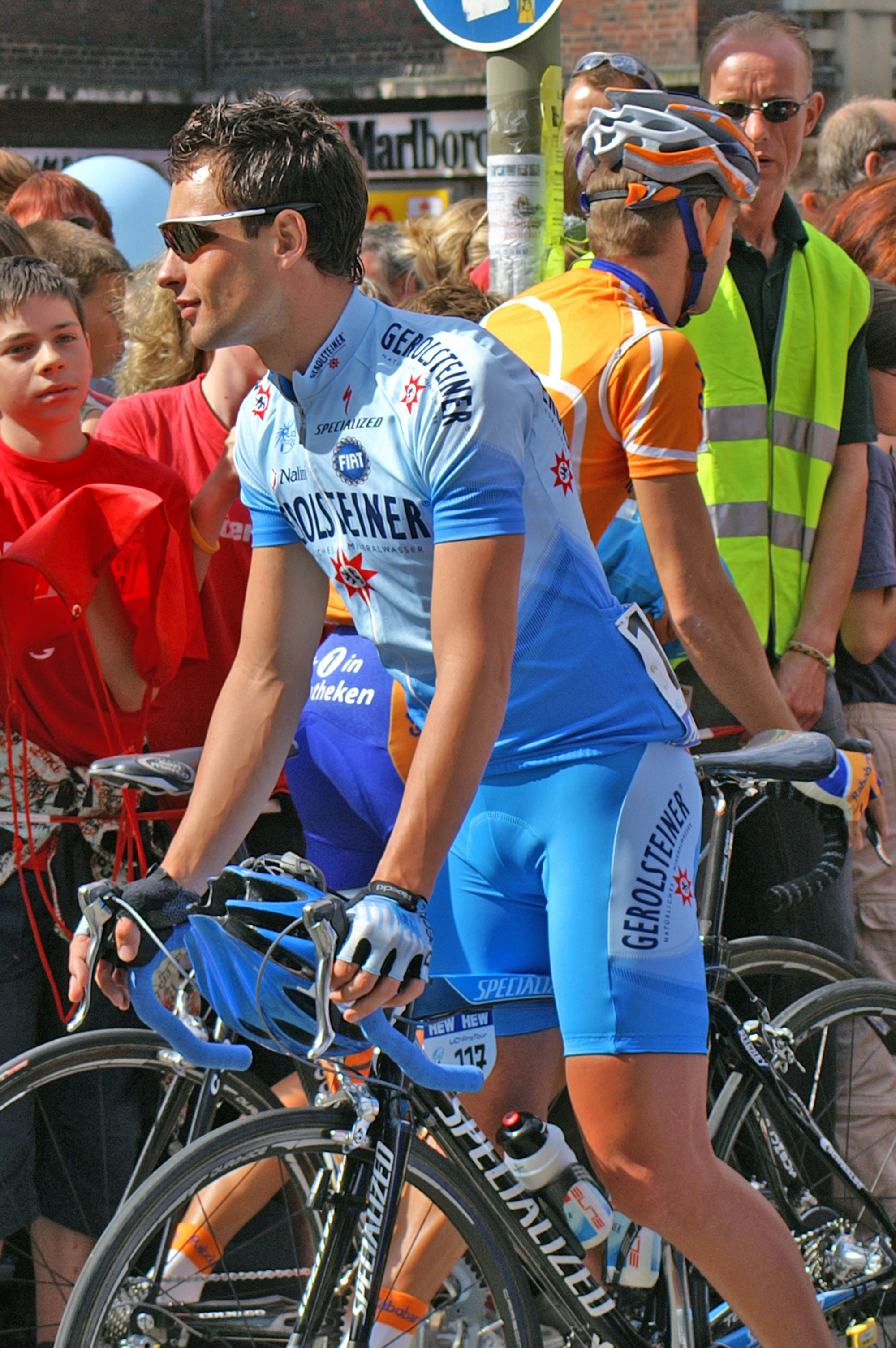
Thomas Ziegler 2005

Thomas Ziegler (* 24. November 1980 in Arnstadt bei Erfurt) ist ein ehemaliger deutscher Radrennfahrer, Mountainbiker und späterer Triathlet.

## Leben
Ziegler begann mit dem Radsport 1993 als Mountainbiker. Als Mitglied der Mountainbike-Juniorennationalmannschaft besuchte er 1997 das Sportgymnasium in Erfurt und begann dort auch mit Straßenrennen. Als Fahrer der deutschen Straßenradsportnationalmannschaft gewann er 1998 die Bergwertung der Trofeo Karlsberg. 2000 startete er für das Team TEAG Köstritzer und wurde 2002 beim Team Wiesenhof Profi. Nach einem Jahr bei Wiesenhof wechselte er zu Team Gerolsteiner, wo er einen Vertrag bis zum Ende der Saison 2005 hatte. Zur Saison 2006 wechselte Ziegler zum Team T-Mobile. Thomas Ziegler beendete zum Ende der Saison 2007 seine Karriere als aktiver Radprofi.
Seit Februar 2008 betreibt Ziegler zusammen mit Grischa Niermann und Roman Jördens das Radsportgeschäft Saikls in Hannover und war bei der Nacht von Hannover 2008 erstmals auch als Sportdirektor tätig. Thomas Ziegler startete 2010 das erste Mal bei den Ironman-Triathlons  Ironman Germany (Frankfurt am Main) und Challenge Roth.

## Erfolge
2002
- eine Etappe Thüringen-Rundfahrt
- Deutsche U23-Zeitfahrmeisterschaft
- Gesamtsieger U23-Bundesliga

2005
- eine Etappe Sachsen-Tour

## Teams
- 2000–2001 TEAG Team Köstritzer
- 2002 Team Wiesenhof
- 2003–2005 Team Gerolsteiner
- 2006–2007 T-Mobile Team